# Distrikt El Porvenir (Trujillo)
Der Distrikt El Porvenir liegt in der Provinz Trujillo in der Region La Libertad in West-Peru. Der Distrikt wurde am 8. Januar 1965 gegründet. Der 36,7 km² große Distrikt hatte beim Zensus 2017 190.461 Einwohner. Im Jahr 1993 lag die Einwohnerzahl bei 80.698, im Jahr 2007 bei 140.507. Der Distrikt ist deckungsgleich mit dem 90 m hoch gelegenen nördlichen Vorort der Regionshauptstadt Trujillo El Porvenir.

## Geographische Lage
Der Distrikt El Porvenir liegt am Fuße der Berge der peruanischen Westkordillere in der wüstenhaften Küstenebene Nordwest-Perus. Er grenzt im Süden an die Distrikte Trujillo und Florencia de Mora, im Westen an den Distrikt La Esperanza, im Norden an den Distrikt Huanchaco sowie im Osten an den Distrikt Laredo.